# Heberto Padilla

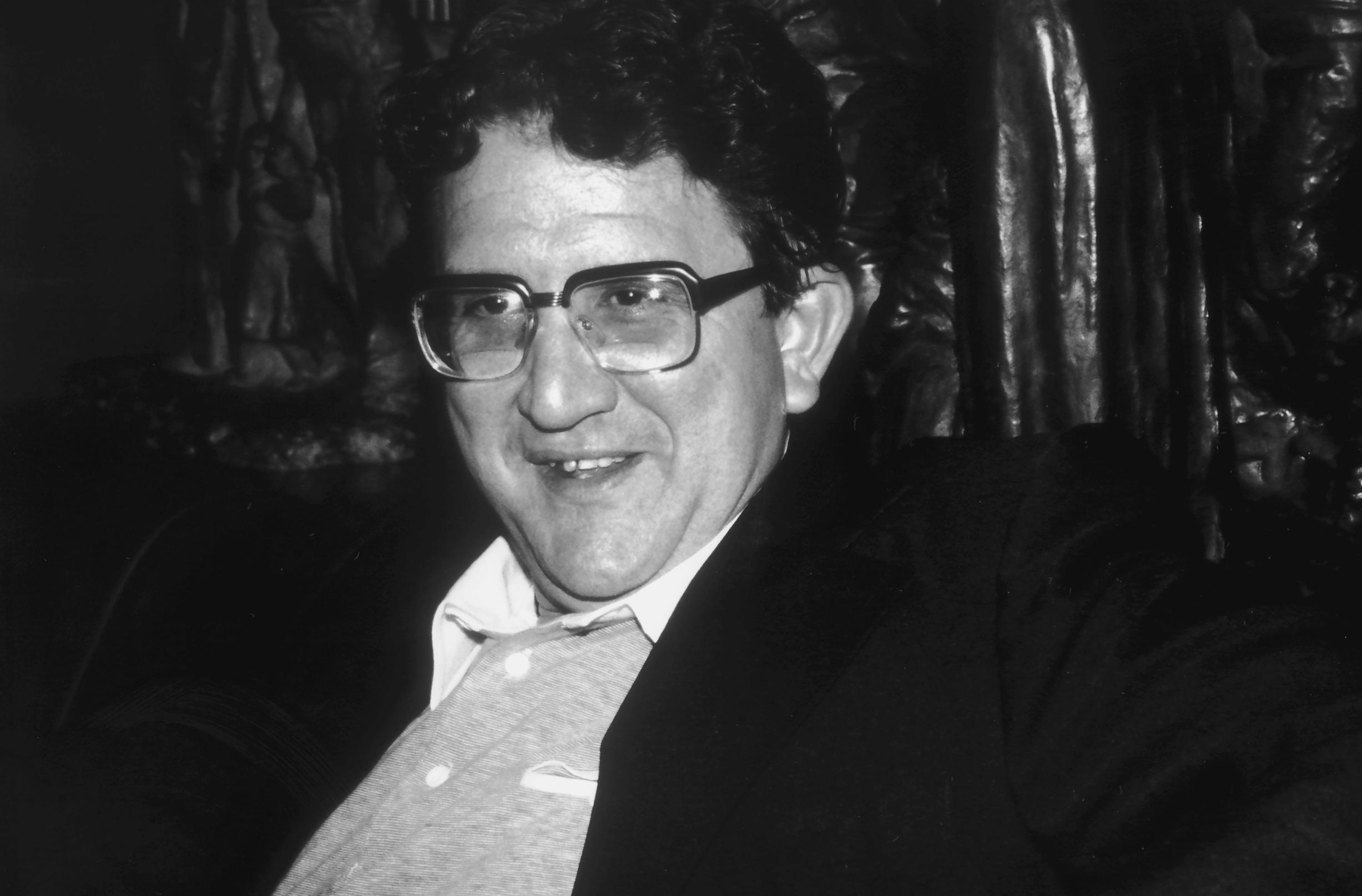
Herberto Padilla (1981).

Heberto Padilla, född 20 januari 1932 i Puerta de Golpe i Pinar del Río i Kuba, död 24 september 2000, var en kubansk poet. 
Han är mest känd för Padillaaffären. Till en början stödde han den Castro-ledda revolutionen, men började under 1960-talets slut kritisera den öppet. 1968 mottog han UNEAC:s poesipris för verket Fuera del juego, som kritiserade regimen. Då hade precis ett program för att producera 10 miljoner ton socker misslyckats, vilket hade föranlett en känslig period på Kuba. Detta kan ha bidragit till att han år 1971 fängslades av regimen. Efter starka internationella protester, av författare som Mario Vargas Llosa, släpptes han, och erkände sig ha varit en fiende till revolutionen jämte sin fru och sina vänner. Han lämnade landet 1980.
På svenska finns I min trädgård betar hjältarna (En mi jardín pastan los héroes) (översättning Annika Ernstson, Norstedt, 1985).